# Exochus tutor
Exochus tutor är en stekelart som beskrevs av André Seyrig 1934. Exochus tutor ingår i släktet Exochus och familjen brokparasitsteklar. Inga underarter finns listade i Catalogue of Life.